# Lenguas de las Islas del Almirantazgo
Las lenguas del Almirantazgo o grupo Almirantazgo son un subgrupo de lenguas oceánicas formado por 31 lenguas habladas en las Islas del Almirantazgo (Papúa Nueva Guinea). El yapés (en Micronesia) probablemente pertenece a este grupo.

## Clasificación
Un análisis de 2008 divide en dos grupos, el occidental y el oriental. Un tercer grupo, el yapés, no tiene aún una colocación bien establecida:
- Lenguas del Almirantazgo
  - Almirantazgo Oriental: en la isla Manus e islas del Almirantazgo del Sudeste.
  - Almirantazgo Occidental: en las islas del Almirantazgo del Oeste.
  -  ? Yap o yapés: en la isla Yap (Estados Federados de Micronesia).

Dentro de las lenguas austronesias oceánicas, las lenguas del Almirantazgo constituyen el subgrupo más divergente del grupo oceánico oriental.

### Lenguas del grupo
Según Lynch, Ross y Crowley (2002), las relaciones internas de la familia son:
- Subgrupo occidental
  - Kaniet (†)
  - Seimat
  - Wuvulu-Aua
- Subgrupo oriental
  - Manus
    - Manus oriental: Andra-Hus, Elu, Ere, Kele, Kurti, Koro, Leipon, Lele, Nali, Papitalai, Ponam, Titan.
    - Manus occidental: Loniu–Mokerang, Bipi, Likum, Nyindrou, Mondropolon, Tulu-Bohuai, Sori-Hareng, Khehek (Drehet, Levei)

  - Hermit (†)

Otras ramas del grupo oriental en discusión son:
- Pak-Tong
- Suroriental: Baluan-Pam, Lenkau, Lou, Nauna, Penchal.

También se ha especualado con la posibilidad de que:
- Yap, Nguluw

formaran parte del subgrupo oriental.

## Comparación léxica
Los numerales reconstruidos para diferentes lenguas del Almirantazgo son:
| GLOSA | Oriental       | Oriental       | Oriental       | Oriental       | Oriental         | Oriental         | Oriental  | Oriental | Occidental | Occidental | PROTO- ALMIRANTAZGO |
| GLOSA | Manus oriental | Manus oriental | Manus oriental | Manus oriental | Manus occidental | Manus occidental | Suroeste  | Suroeste | Occidental | Occidental | PROTO- ALMIRANTAZGO |
| GLOSA | Leipon         | Papitalai      | Sivisa Titan   | Loniu          | Levei            | Likum            | Lou       | Nauna    | Seimat     | Wuvulu     | PROTO- ALMIRANTAZGO |
| ----- | -------------- | -------------- | -------------- | -------------- | ---------------- | ---------------- | --------- | -------- | ---------- | ---------- | ------------------- |
| 1     | tih            | tih            | a-mo           | sih            | eri              | esi              | sip       | sɨw      | tehu       | xia        | *tih                |
| 2     | ma-rweh        | mo-ruwah       | a-ruo          | ma-ʔuoh        | lueh             | rueh             | rueh      | ruh      | hũõhu      | -kua       | *ruah               |
| 3     | ma-culoh       | ma-talah       | talo           | ma-coloh       | toloh            | taloh            | telip     | tuluh    | toluhu     | olu        | *toluh              |
| 4     | ma-hah         | ma-hahu        | taa            | ma-hah         | hahup            | hahu             | tolot     | talɨt    | hinalo     | fa         | *hahu-              |
| 5     |                | ma-limah       | lima           | ma-lime        |                  |                  | ŋuran     |          |            |            | *limah              |
| 6     |                | ma-wonoh       | wono           | ma-wono        |                  |                  | ŋiniop    |          |            |            | *wonoh              |
| 7     |                | mando-talah    | ada-tulumo     | ma-uru-colo    |                  |                  | ŋaniselip |          |            |            | *10-3               |
| 8     |                | mando-ruwah    | ada-ruo        | ma-uru-wo      |                  |                  | ŋaniru'ep |          |            |            | *10-2               |
| 9     |                | mando-tih      | ada-si         | ma-uru-si      |                  |                  | ŋanisip   |          |            |            | *10-1               |
| 10    |                | ma-sungul      | akou           | ma-soŋon       |                  |                  | saŋaul    |          |            |            | *sa-ŋa-ul           |